# Simion Poruțiu
Simion Poruțiu (n. 1 octombrie 1867, Ceanu Mic, județul Cluj – d. 1 aprilie 1932, Turda, județul Cluj) a fost un deputat în Marea Adunare Națională de la Alba Iulia, organismul legislativ reprezentativ al „tuturor românilor din Transilvania, Banat și Țara Ungurească”, cel care a adoptat hotărârea privind Unirea Transilvaniei cu România, la 1 decembrie 1918 :pp. 92-93 .

## Biografie
A urmat cinci clase la Liceul Piarist din Cluj, exmatriculat din cauza manifestărilor politice pro-românești și a refuzului de a-și maghiariza numele. Pleacă la Blaj, unde a urmat trei ani de Preparandie, obținând în 1888 diploma de învățător. Își începe cariera de învățător confesional la școala din satul Aiton, de unde este mutat în 1890 în comuna Hodac, județul Mureș, ca urmaș al unchiului său, Samoil Poruțiu.:pp. 92-93
Este adus la Turda de către Dr. Ioan Rațiu, după ce se clasează pe primul loc în cadrul unui concurs cu 19 participanți. A ocupat postul de învățător confesional greco-catolic la școala românească din Turda Veche. De altfel, a îndeplinit și funcția de secretar al lui Dr. Ioan Rațiu, acesta încredințându-i finalizarea clădirii din centrul orașului, proprietate a bisericii, cunoscută sub numele de Palatul Eforiei Bisericii Greco-Catolice. Înainte de 1918 a învățat zeci de generații limba română, ținând totodată cursuri extrașcolare pentru persoanele analfabete trecute de vârsta școlară.:pp. 92-93
În 1892 avea loc la Turda, în contextul acțiunii memorandiste, un vandalism la casa lui Dr. Ioan Rațiu, timp în care Simion Poruțiu a cutreierat comunele românești din jurul orașului pentru a mobiliza oameni în cazul în care acțiunile violente vor continua. Pentru acțiunile sale patriotice a fost arestat  și achitat de 49 de ori în închisorile de la Szeged, Vác, Cluj-Fellegvar sau la închisoarea Tribunalului Turda. În anul 1898 înființează „Reuniunea Învățătorilor Români din Turda”, îndeplinind funcția de președinte al acesteia. În calitate de secretar, a contribuit și la reorganizarea Casinei Meseriașilor Români :pp. 92-93.
A fost secretar al Gărzii Naționale Române din Turda, iar în drumul spre Alba Iulia i-a fost alături de stegarul Ion Arion din Agriș, împușcat mortal de trupele maghiare în gara din Teiuș :p. 187. După 1918 a fost numit subsecretar școlar, iar în 30 ianuarie 1919, alături de alți 18 intelectuali români din Turda, a contribuit la înființarea Comitetului Național cu caracter provizoriu, care avea scopul de a supraveghea activitatea bisericească, școlară, economică, financiară și politică din Turda. :pp. 92-93

## Activitatea politică
Ca deputat în Adunarea Națională din 1 decembrie 1918 a fost delegat al „Reuniunii Învățătorilor" din Protopopiatul Turda :p. 187.